# Realengo (Rio de Janeiro)
Realengo é um extenso e populoso bairro localizado entre o Maciço da Pedra Branca e a Serra do Mendanha, na Zona Oeste do município do Rio de Janeiro, capital do estado homônimo, no Brasil.

## História
Sua delimitação atual foi estabelecida pelo Decreto Número 3 158 de 23 de julho de 1981 que o definiu em uma área de 2 605 42 hectares e dá nome a região administrativa de Realengo, a qual compreende os bairros de Realengo, Deodoro, Jardim Sulacap, Vila Militar, Magalhães Bastos e Campo dos Afonsos. Costuma apresentar as temperaturas mais altas do município, embora as noites de inverno sejam frequentemente frias devido à proximidade com as serras.
Comprovadamente, as denominadas Terras Realengas têm sua origem, segundo alguns historiadores, na carta régia de 27 de Junho de 1814, através da qual Dom João, ainda príncipe, concedeu, em sesmaria ao Senado da Câmara do Rio de Janeiro, os terrenos situados em Campo Grande chamados de realengos, porque advindos da conquista territorial no começo do período Colonial.
A concessão das terras onde hoje é o bairro Realengo, central e periferia, foram destinadas apenas para servir de pastagem de gado bovino, fornecendo carne aos talhos (açougues) da cidade. Estas terras foram proibidas de venda ou de quaisquer outra forma de alienação, obrigando-se a Câmara, por outro lado, a fazer medir e a trazê-las limpas em condições de servir ao fim para que foram doadas pela mencionada carta régia.

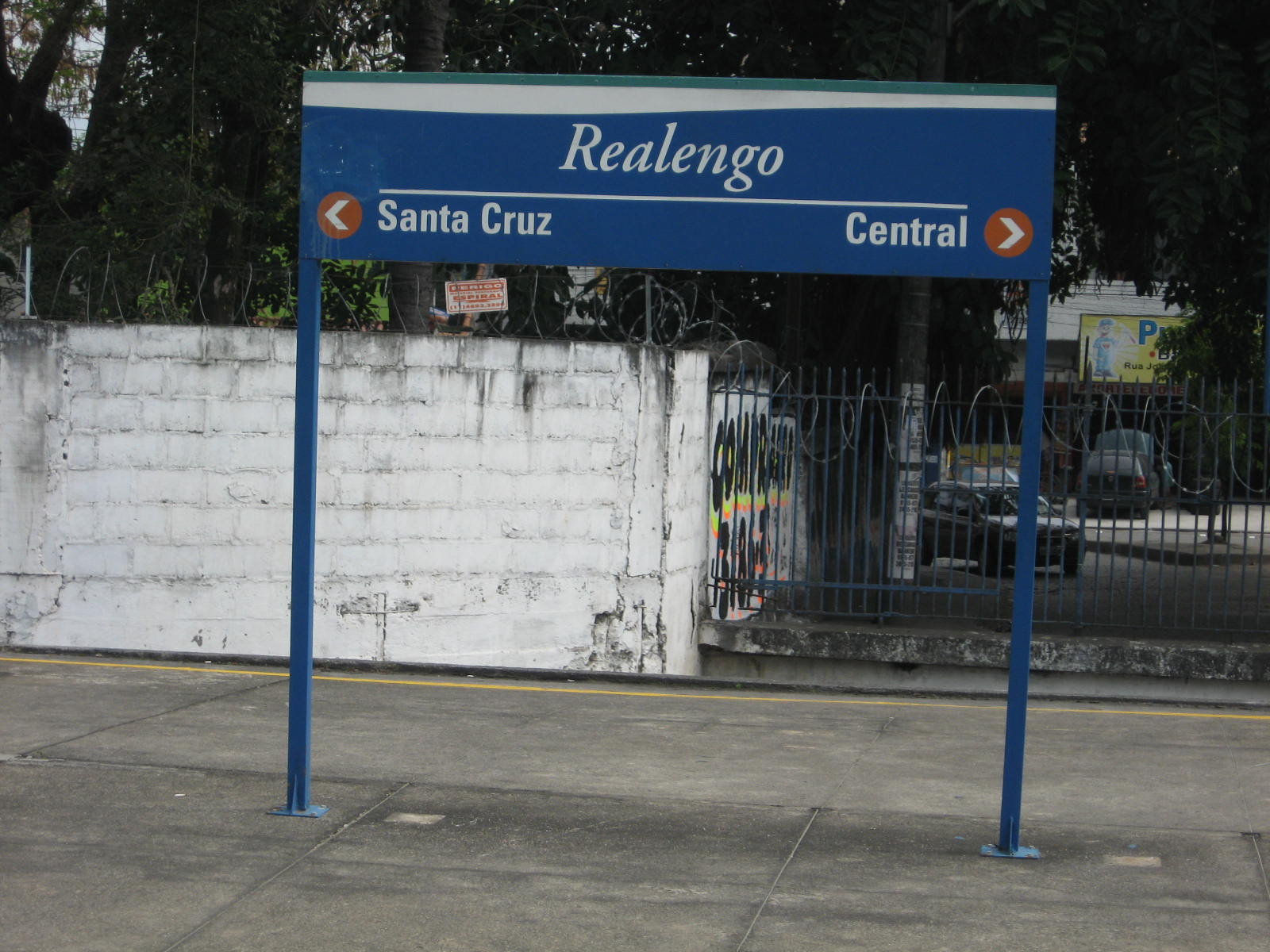
Placa na estação de trem de Realengo

O povoado de Realengo foi limitado pelo senado da Câmara do Rio de Janeiro pela provisão de 18 de julho de 1814, tomando posse a coroa destas terras testadas para a estrada de Santa Cruz. Apesar da proibição expressa de arrendamento, vendas ou quaisquer outras forma de alienação, a Câmara, a partir de certa época, valendo-se da carta régia de 27 de junho, passou a aforar todos os terrenos concedidos, fundamentando-se na portaria de 20 de novembro de 1815 do príncipe regente conhecida como aviso régio, que somente permitia o aforamento da parte voltada para a Estrada de Santa Cruz com fundos de vinte braças no máximo e não de todo o Realengo.
O bairro teve, como seus primeiros povoadores, escravos e emigrantes portugueses da ilha dos Açores, por ordem do príncipe regente Dom João, futuro Dom João VI. Ao chegarem, se dedicaram à agricultura, levando produtos como açúcar, rapadura, álcool e cachaça pelo porto de Guaratiba. Pelas pesquisas, ao contrário das regiões limítrofes, não houve engenhos em Realengo; a cana-de-açúcar colhida na região era processada em engenhos situados em outros bairros.
Levando-se em conta a documentação oficial, considera-se que a oficialização e criação de Realengo ocorreram em 20 de novembro de 1815. Para essa data, foi criada a Semana de Realengo em 20 de dezembro de 2002, projeto de lei número 2138/2000, autor Vereador Rubens Andrade, em 20 de dezembro de 2002 foi promulgada a lei número 3483, a fim de celebrar o bairro.
Em 2 de outubro de 1878, foi inaugurada a Estação de Realengo, no então Ramal de Santa Cruz da Estrada de Ferro Central do Brasil. Entre ela e a Escola Militar, foi construído um hangar, já inexistente, onde foram construídos os primeiros dirigíveis brasileiros, dando início à aviação brasileira.
Em 1898, foi construída a Fábrica de Cartuchos e Artifícios de Guerra do Exército, conhecida como Fábrica de Cartuchos do Realengo, desativada em 1977. Também foi inaugurada a Escola de Tática e Tiro do Exército, depois Escola Preparatória de Cadetes do Exército, que, depois do Decreto Número 5 698 de 2 de outubro de 1905, viraria a Escola de Artilharia e Engenharia, depois Escola de Aplicação da Cavalaria e Infantaria, seguinte Escola de Aplicação de Artilharia e Engenharia, depois Escola Militar do Realengo. A Escola de Cavalaria e Infantaria seria extinta em 1911 com a transferência da Escola de Guerra de Porto Alegre para Realengo. A Escola Militar permaneceu em Realengo até transferirem-na para a Academia Militar das Agulhas Negras, no município fluminense de Resende.
A partir da ocupação militar e industrial na região, ela perdeu o aspecto rural e bucólico. Começou, então, a ocupação efetiva dos espaços. A partir de 1949, os programas de assistência habitacional criaram diversos conjuntos habitacionais para a população de baixa renda, militares e operários, como por exemplo a Cohab, referência do plano de habitação popular do BNH e os conjuntos habitacionais do IAPI (Instituto de Aposentadoria e Pensão dos Industriários), conhecidos por "coletivos", feitos para abrigar os trabalhadores das fábricas.
Depois de o bairro não sustentar mais grandes instituições militares, seu comércio retraiu bastante, já que ele era baseado no público militar. Embora ele também possuísse fábricas de colchões, de componentes de rádio e de vestuário, principalmente de calçados femininos, por causa de sua localização próxima da Fábrica de Tecidos Bangu.
Apesar de o bairro ser conhecido na história militar brasileira e entre grande parte dos militares do exército, ele ficou nacionalmente conhecido na canção Aquele abraço de Gilberto Gil, onde aparece no verso: Alô, Alô Realengo, aquele abraço. Isso remete ao tempo que Gilberto ficou detido nas prisões militares da Vila Militar (aleatoriamente citadas como de Realengo), na época do Regime Militar. A expressão aquele abraço foi, originalmente, usada como bordão de um programa de televisão pelo comediante Lilico e era desta forma que os soldados saudavam Gilberto Gil.

### Tragédia em escola municipal

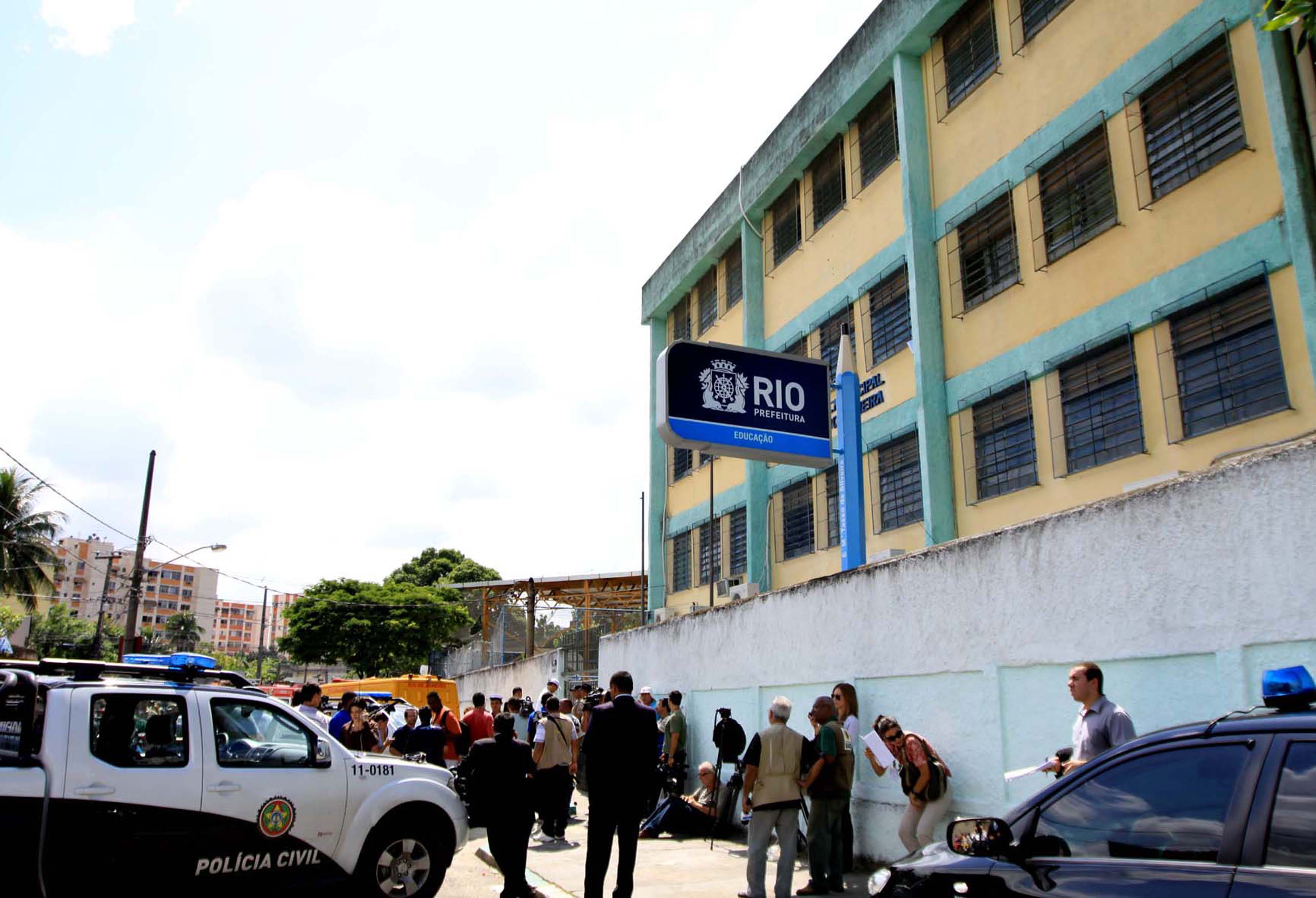
A Escola Tasso da Silveira.

Na manhã de 7 de abril de 2011, o ex-aluno Wellington Menezes de Oliveira, de 24 anos, invadiu a Escola Municipal Tasso da Silveira e atirou indiscriminadamente contra crianças e adolescentes que se encontravam em salas de aula, matando dez meninas e dois meninos e ferindo outros vinte alunos. As crianças e os adolescentes que fugiram enquanto o assassino recarregava suas armas encontraram o sargento da Polícia Militar Márcio Alexandre Alves, que fazia fiscalização de trânsito perto da escola. O sargento, ao chegar à escola ao som de tiros, encontrou o criminoso saindo da sala onde baleara fatalmente oito crianças, e efetuou dois disparos de fuzil, um dos quais atingiu o assassino no abdômen. Ao cair, na escada que leva ao andar superior da escola, Wellington disparou contra a própria cabeça, concretizando o suicídio. O evento causou comoção nacional e repercutiu rapidamente em noticiários internacionais.

#### Vítimas
Conforme a lista divulgada pela polícia do Rio de Janeiro, as doze vítimas fatais foram:
- Ana Carolina Pacheco da Silva, 13 anos;
- Bianca Rocha Tavares, 13 anos;
- Géssica Guedes Pereira, 14 anos;
- Igor Moraes, 12 anos;
- Karine Chagas de Oliveira, 14 anos;
- Larissa dos Santos Atanásio, 13 anos;
- Laryssa Silva Martins, 13 anos;
- Luiza Paula da Silveira Machado, 14 anos;
- Mariana Rocha de Souza, 12 anos;
- Milena dos Santos Nascimento, 14 anos;
- Rafael Pereira da Silva, 14 anos;
- Samira Pires Ribeiro, 13 anos.

Famílias de quatro das vítimas decidiram doar os órgãos dos adolescentes.

#### Repercussão internacional
O ataque em Realengo teve repercussão nos principais veículos da imprensa estrangeira.
Os sites dos britânicos The Guardian, The Daily Telegraph e BBC, dos estadunidenses CNN, MSNBC e The New York Times, da catarense Al Jazira, do espanhol El País e do argentino Clarín destacaram o assunto. O Guardian afirmou que vinte pessoas foram mortas, enquanto a Al Jazira noticiou doze mortes. O jornal espanhol El País destacou que o Rio de Janeiro estava de luto e desconcertado porque crimes desse tipo são desconhecidos na cidade e apenas lidos nos jornais quando acontecem nos Estados Unidos.
A CNN e a ABC News mostraram imagens ao vivo da Rede Record e da Record News, com centenas de parentes e amigos dos estudantes e funcionários que estavam na escola. A principal manchete no La Nación foi sobre o episódio, denominado como a tragédia no Rio de Janeiro. Uma reportagem resumiu o que houve em Realengo. No jornal inglês The Guardian, que, assim como o Clarín, destacou o assunto na manchete, fontes ouvidas chamaram o incidente de massacre. Outro diário inglês, o The Daily Telegraph, citou testemunhas que contam que os tiros começaram por volta das oito horas e meia da manhã da quinta-feira em questão.
O jornal estadunidense The Wall Street Journal afirmou que a tragédia chocou a sociedade tradicionalmente familiar do Brasil, onde a violência contra crianças é rara. A escola fica em Realengo, no oeste de uma cidade conhecida por suas praias e belezas naturais.
Alunos de uma escola em Columbine, nos Estados Unidos, cidade em que houve um massacre estudantil de iguais proporções em 1999, escreveram mensagens e cartazes aos alunos da Escola Tasso da Silveira com a ajuda de alunas brasileiras, prestando solidariedade internacional e dividindo os sentimentos de luto, a serem entregues no Brasil às vítimas da tragédia. Uma das sobreviventes do massacre, Crystal Muller, que, na época, tinha dezesseis anos, também mandou um recado aos brasileiros: Vocês não estão sós. Há pessoas que estão rezando por vocês e que os acompanham por todo o mundo.

## Geografia
Realengo faz divisa com os bairros de Bangu, Padre Miguel, Senador Camará, Jacarepaguá, Taquara, Magalhães Bastos, Vila Militar e Jardim Sulacap na Zona Oeste carioca, e mais Ricardo de Albuquerque
e Parque Anchieta já na Zona Norte e com o município de Nilópolis na Baixada Fluminense.
Da área verde de Realengo, ainda há resquícios de Mata Atlântica preservadas em áreas militares, serra e campos não locados. Em 17 de outubro de 2009 foi inaugurada pelo governador Sérgio Cabral a subsede Piraquara do Parque Estadual da Pedra Branca, na chamada Serra do Barata, onde ficava a fazenda da família Fernandes Barata, ao custo de 786 000 reais. Segundo estudo do Instituto Pereira Passos, o bairro possui 52 praças públicas para prática de algum tipo de lazer ou celebração.
Segundo dados do Instituto Nacional de Meteorologia (INMET), referentes ao período de abril de 1971 a outubro de 1976, 1986 (junho a novembro) e a partir de janeiro de 1999, a menor temperatura registrada em Realengo foi de 8,5 °C em 7 de julho de 1975, e a maior atingiu 42 °C em outubro de 2015, nos dias 15 e 16, superando o recorde de 41,5 °C em 26 de dezembro de 2012. O recorde de precipitação em 24 horas é de 145,6 mm em 11 de dezembro de 2013. Outros acumulados iguais ou superiores aos 100 mm foram 135 mm em 6 de abril de 2010, 130 mm em 31 de dezembro de 2009, 107,4 mm em 12 de fevereiro de 2007 e 106,2 mm em 24 de dezembro de 2001. Janeiro de 2013 foi o mês de maior precipitação, com 445,9 mm.
| Dados climatológicos para Realengo | Dados climatológicos para Realengo | Dados climatológicos para Realengo | Dados climatológicos para Realengo | Dados climatológicos para Realengo | Dados climatológicos para Realengo | Dados climatológicos para Realengo | Dados climatológicos para Realengo | Dados climatológicos para Realengo | Dados climatológicos para Realengo | Dados climatológicos para Realengo | Dados climatológicos para Realengo | Dados climatológicos para Realengo | Dados climatológicos para Realengo |
| Mês | Jan                                | Fev                                | Mar                                | Abr                                | Mai                                | Jun                                | Jul                                | Ago                                | Set                                | Out                                | Nov                                | Dez                                | Ano                                |
| --- | ---------------------------------- | ---------------------------------- | ---------------------------------- | ---------------------------------- | ---------------------------------- | ---------------------------------- | ---------------------------------- | ---------------------------------- | ---------------------------------- | ---------------------------------- | ---------------------------------- | ---------------------------------- | ---------------------------------- |
| Temperatura máxima recorde (°C) | 40,5                               | 40,3                               | 39,5                               | 38                                 | 35,6                               | 35,4                               | 35,5                               | 38,5                               | 40,6                               | 42                                 | 40,3                               | 41,5                               | 42                                 |
| Temperatura máxima média (°C) | 32,6                               | 33,3                               | 32,5                               | 30,8                               | 28,1                               | 27,7                               | 26,9                               | 28                                 | 28                                 | 29,2                               | 30,4                               | 31,3                               | 29,9                               |
| Temperatura mínima média (°C) | 23,5                               | 23,5                               | 23,1                               | 21,3                               | 18,4                               | 16,8                               | 16,4                               | 17,4                               | 18,2                               | 20                                 | 21,3                               | 22,6                               | 20,2                               |
| Temperatura mínima recorde (°C) | 17,8                               | 16,9                               | 17,3                               | 13,7                               | 12,2                               | 9                                  | 8,5                                | 9,8                                | 10                                 | 11,6                               | 13,2                               | 16,5                               | 8,5                                |
| Precipitação (mm) | 169,4                              | 113,4                              | 137,8                              | 92,4                               | 52,8                               | 32,8                               | 43,7                               | 26,6                               | 48,1                               | 82,2                               | 111,7                              | 163,9                              | 1 074,8                            |
| Fonte: Instituto Nacional de Meteorologia (INMET) (normal climatológica de 1981-2010; recordes de temperatura: 01/04/1971 a 31/10/1976, 01/06/1986 a 30/11/1986 e a partir de 01/01/1999) |                                    |                                    |                                    |                                    |                                    |                                    |                                    |                                    |                                    |                                    |                                    |                                    |                                    |

## Qualidade de vida
Segundo pesquisa do Instituto Pereira Passos e do Instituto Brasileiro de Geografia e Estatística de 2000 sobre o Índice de Desenvolvimento Humano dos bairros cariocas, Realengo ocupa a 89° posição na tabela. Tal pesquisa analisou a renda, longevidade e educação do bairro.
- IDH-Renda: 0,812
- IDH-Longevidade: 0,824
- IDH-Educação: 0,931
- IDH-Índice de Desenvolvimento Humano: 0,855

Seu Índice de Desenvolvimento Social (IDS), no ano 2000, era de 0,802, o 116º colocado entre 158 regiões analisadas no município do Rio de Janeiro.

## Infraestrutura

### Saúde
Em Realengo, há o Hospital Estadual Albert Schweitzer, localizado na Rua Nilópolis, número 329, na parte norte do bairro, perto da Avenida Brasil.
O hospital atende a uma população estimada em 700 000 habitantes, somando com bairros vizinhos. Há, também, uma Unidade de Pronto Atendimento 24 horas, localizada na Rua Marechal Joaquim Inácio, sem número, próxima ao Viaduto de Realengo. Para completar a lista dos hospitais importantes, o bairro possui a Casa de Parto David Capistrano Filho, localizada na Avenida Pontalina, no centro do bairro, perto do maior Conjunto Habitacional Dom Pedro I, na Rua Capitão Teixeira, Est,Manoel Nogueira de Sá em Jardim Novo possui Unidade de Pronto Atendimento 24 horas

### Educação
No centro do bairro, estão duas instituições particulares de ensino superior e uma federal. A Universidade Castelo Branco se destaca na história da educação no bairro. Na unidade de Realengo, a faculdade de Educação Física se destaca.
Há também as Faculdades São José, em atividade desde 1980, filiada ao Colégio Realengo. Possui o único curso de Administração Hospitalar da cidade do Rio de Janeiro e os seus  cursos de destaque são Odontologia e Direito. A alternativa pública é o ainda em construção, mas já em funcionamento, Instituto Federal de Educação, Ciência e Tecnologia do Rio de Janeiro com os cursos de graduação em Farmácia, Fisioterapia e Terapia Ocupacional.
Já entre as escolas, destaca-se a Escola Nossa Senhora do Carmo, com oitenta anos de atividade, que é resultado do esforço do Monsenhor Miguel de Santa Maria Mochon. Realengo ainda possui outras grandes escolas e colégios, como o Colégio Pedro II que é uma tradicional instituição de ensino público federal e é o quarto mais antigo dentre os colégios em atividade no país, Colégio Paulo Gissoni, o  Francisco de Assis, o Souza Lima, o Nova Geração, o Colégio Realengo, o Colégio Laura Matos e  também o Colégio e Faculdade Simonsen.
Em 2009 foi inaugurado um Instituto Federal de Educação, Ciência e Tecnologia (IFRJ), faculdade federal que oferece os cursos de graduação em Farmácia, Fisioterapia e Terapia Ocupacional, e o mais novo curso médio-técnico (lançado em 2017) de Agente Comunitário de Saúde.

## Pessoas
- Dill Costa (atriz, cantora e bailarina).
- Rafael Portugal (humorista).
- Andrezinho do Grupo Molejo (cantor).
- Lilico (humorista, comediante, cantor, compositor).
- Oswaldo de Oliveira (treinador de futebol).[31]
- Robertinho Silva (baterista, percussionista)
- Mumuzinho (cantor de samba)
- Diogo Defante (humorista, comediante, ator, cantor, baterista, repórter e apresentador)

## Divisões do bairro
- Barata
- Cohab
- Frederico Faulhaber
- Fumacê
- Ideal
- Jardim Água Branca
- Batan
- Jardim Novo
- Nogueira
- Piraquara
- Piriquito
- Mallet
- Vila Vintém
- Curral das éguas
- Olivério
- Parque Real
- Teixeiras
- Peixe Frito
- Coletivo

- Commons